# 安野由里子
安野 由里子（やすの ゆりこ、1975年12月25日 - ）は、福井テレビジョン放送の元アナウンサー。

## 概要
- 福井県坂井郡丸岡町（現坂井市）出身。B型。金沢大学卒業[1]。
- 1998年、福井テレビジョン放送に入社。
- 2012年にアナウンサー職を離れ、現在は福井テレビ東京支社に勤めている。

## 過去の担当番組
- FNN福井テレビスーパーニュース（不定期）
- FNN福井テレビニュース（不定期）